# Duault
Duault (bret. Duaod) – miejscowość i gmina we Francji, w regionie Bretania, w departamencie Côtes-d’Armor.
Według danych na rok 1990 gminę zamieszkiwały 404 osoby, a gęstość zaludnienia wynosiła 19 osób/km² (wśród 1269 gmin Bretanii Duault plasuje się na 882. miejscu pod względem liczby ludności, natomiast pod względem powierzchni na miejscu 471.).